# I casi sono due
I casi sono due è una farsa in tre atti scritta da Armando Curcio e portata in teatro da Peppino De Filippo a partire dal 1945.

## Trama
La vicenda è ambientata nella Milano degli anni '40, nel palazzo dove vivono il Barone Ottavio del Duca e sua moglie, la Baronessa Aspasia, nella monotonia di tutti i giorni, soli e ormai anziani, senza eredi. La Baronessa riversa il suo istinto materno frustrato verso il proprio anziano cane Medoro. In casa con loro vivono e lavorano, oltre ai camerieri ed al maggiordomo Federico anche il cuoco napoletano Gaetano Esposito, assunto da poco tempo. Quest'ultimo si dimostra essere piuttosto ignorante, sgarbato, rissoso, rozzo, cattivo ed anche un po' ladro, sempre in contrasto con il resto della servitù. Il cuoco, con uno stratagemma e procurando un grande dolore alla Baronessa, riesce ad eliminare il povero Medoro, che finisce sotto un tram mentre egli lo stava accompagnando ad una visita dal veterinario.
Il Barone ha incaricato un'agenzia investigativa di provare a rintracciare un suo figlio sperduto che sa di avere, nato prima del matrimonio con la Baronessa e frutto di una fugace relazione con una cantante di varietà. Confessa alla moglie l'esistenza di questo figlio illegittimo che, in base alle indagini svolte, risulta essere proprio il cuoco di casa Gaetano. Passando da dipendente a padrone di casa, Gaetano diventa ancora più scontroso, sgarbato, despota e maleducato con la servitù. Ma le cose cambiano repentinamente quando si scopre che il vero Gaetano Esposito sembra non essere più il cuoco, bensì un altro figlio di NN, impiegato di concetto presso una agenzia di trasporti, che si rivela essere un po' scadente e povero di spirito, oltre che fortemente sordo e miope. Questo riporta il primo Gaetano a riprendere la mansione di cuoco, non senza ripicche e malignità nei confronti di tutti, soprattutto del nuovo intruso. Un ulteriore e definitivo colpo di scena riporta alla situazione precedente, quando la testimonianza di una donna afferma che il bambino Gaetano Esposito da lei cresciuto fino all'età di quattro anni, sulla natica destra portava una grossa macchia, chiamata "voglia di cotica". Ecco che con buona pace del Barone, che non gradiva essere il padre del secondo Gaetano, dimostratosi poco caparbio e per niente furbo, ritorna ad essere suo figlio il cuoco, che rivelerà al Barone di avere questa caratteristica "voglia", ma che non è più tanto contento e convinto di voler ricoprire ancora e senza sapere per quanto tempo, il ruolo di figlio del Barone. Sfiduciato e sospettoso, preferisce sparire dalla casa dei baroni portandosi dietro tutta l'argenteria e l'oro di famiglia e lasciando al Barone solo una lettera.

## Edizioni
Il 30 agosto 1959 la commedia viene trasmessa dal Canale nazionale, per la regia dello stesso Peppino de Filippo e di Fernanda Turvani.